# Iván Pailós
Jorge Iván Pailos Gaitán (* 3. Oktober 1981 in Montevideo) ist ein uruguayischer ehemaliger Fußballspieler.
Der Stürmer spielte in der Rückrunde 2001, der sogenannten Clausura, bei seiner ersten Station im Profifußball für den heimischen Klub Fénix. Anschließend wechselte er 2002 zunächst zu El Tanque Sisley. Ein Jahr später schloss er sich dann Sud América an, wo er bis 2005 tätig war.
Im Januar 2006 wurde er vom spanischen Verein SD Eibar verpflichtet, um den drohenden Abstieg in die Segunda División B zu verhindern. Bei den Spaniern absolvierte er insgesamt sechs Ligaspiele. Nach Ablauf der Saison kehrte er Mitte 2006 jedoch nach Uruguay zu Juventud zurück. Dort verblieb er bis 2010 und wechselte anschließend zum guatemaltekischen Verein Deportivo Malacateco. Seit 2011 spielte er wieder in Uruguay bei Plaza Colonia und Club Sportivo Cerrito und bestritt in der Apertura 2011 neun Erstligapartien (zwei Tore) für den letztgenannten, zuvor in die Primera División aufgestiegenen Verein. Ende Dezember 2011 wurde Pailós' Wechsel zu Central Córdoba bekannt gegeben, wo er in der ersten Jahreshälfte 2012 spielte. Im Juni desselben Jahres schloss sich der kopfballstarke, für seine Weitschussstärke bekannte Pailós, der sich selbst als mannschaftsdienlicher Spieler charakterisiert, dann dem costa-ricanischen Club Sport Cartaginés an und traf im Liga-Turnier der zweiten Jahreshälfte sechsmal ins gegnerische Tor. Ende 2012 verlängerte er dann seinen Vertrag um sechs weitere Monate. Im Mai 2013 wurde vermeldet, dass Pailós aus familiären Gründen nach Uruguay zurückkehren und Cartaginés somit in der neuen Spielzeit nicht mehr zur Verfügung stehen werde. Insgesamt lief er für den Verein in 31 Ligaspielen auf und schoss sieben Tore. Im September 2013 schloss er sich dem uruguayischen Zweitligisten Huracán FC an. Dort absolvierte er 2013/14 23 Spiele in der Segunda División und erzielte sieben Treffer. In der nachfolgenden Spielzeit 2014/15 und darüber hinaus ist bislang (Stand: 14. August 2016) weder ein weiterer Einsatz noch eine Kaderzugehörigkeit im Profifußball dokumentiert.